# Paraclius ornatipes
Paraclius ornatipes är en tvåvingeart som beskrevs av Octave Parent 1932. Paraclius ornatipes ingår i släktet Paraclius och familjen styltflugor. Inga underarter finns listade i Catalogue of Life.